# 키티온의 제논
키티온의 제논(고대 그리스어: Ζήνων ὁ Κιτιεύς 제논 호 키티에우스[*], 기원전 335년경 ~ 기원전 263년경)은 고대 그리스의 철학자이다. 스토아 학파의 체계적 창시자 · 수립자로, 키프로스의 키티온 출신이다. 조상이 페니키아와 관련이 있다는 주장도 있다.

## 생애
제논은 원래 무역상인의 아들이며 자신 또한 상업상으로 활동하고 있었다. 아테네로 들어와서 철학을 배우기 시작했을 때는 그의 나이 22세 때였다. 당시 제논은 항해 도중 배가 난파되어서 아테네에 기착하게 되었는데, 서점에서 소크라테스에 대해 쓰여진 책에 관심을 가지게 되었다. 주인에게 이런 사람들을 어디에서 볼 수 있느냐고 묻자, 주인은 당대에 그리스에서 가장 유명했던 키니코스 학파의 철학자 테베의 크라테스를 가리켰다고 한다. 여위고 그을린 모습이었던 제논은 검소하고 금욕적인 삶을 살았다고 전해진다. 이와 더불어 키니코스 철학의 영향도 그의 스토아 철학이 형성되는 발판이 되었다. 크라테스로부터 가르침을 받던 시절, 제논은 콩 수프가 든 단지를 들고 도시 전체를 돌아 옮겨야한 적이 있었다. 제논이 이것을 끝내자, 크라테스는 자신의 지팡이로 단지를 내려쳤고, 콩 수프가 놀란 학생 전체에게 튀겼다. 제논이 당황하여 도망치려고 하자, 크라테스는 그를 이렇게 꾸짖었다고 한다. "왜 도망치는 것이냐, 나의 어린 페니키아인아? 아무것도 널 곤란하게 만들지 않았거늘!"
크라테스 이후에, 제논은 스틸포, 변증학자 디오도루스, 필론과 같은 메가라 학파의 철학자들 밑에서 공부를 하였다. 또한 크세노크라테스, 폴레몬과 같은 플라톤 학파의 철학자에게도 가르침을 받았다.
그는 여러 스승들에게 배운 후 독자적인 철학을 창안하여 공회당에서 철학을 강의하였다. 당시 그가 강의하던 공회당을 스토아라고 불렀기에, 그의 철학은 스토아 철학으로 알려지게 된다.

## 철학
제논의 철학은 애초에 여러 스승에게 배운 만큼, 그 이전의 여러 학설의 내용들이 녹아들어가 있다. 또한 오리엔트 철학적인 요소도 감지된다.
절제를 통해 사람이 자기 힘으로 살고, 자기 외에 그 무엇, 그 누구에게도 자신의 행복을 빼앗기지 않고 행복을 얻는 힘을 주는 철학이었다. 또한 그의 철학은 '자연과 일치된 삶'을 목표로 하였다. 또한 그는 윤리학을 강조하였고, 인생의 목표인 행복을 위해서는 이성(logos)를 따라야 한다고 주장하였다. 이를 위해서는 부동심의 경지에 이르러야 한다고 보았으며, 그의 제자들 역시 이러한 주장을 따라 강한 윤리감을 가지고 있었다 한다.
오늘날의 철학적 개념으로 제한하기 어려운 실로 다채로운 분야에 대한 저술을 남겼다고 전해지고 있다. 그러나 현재는 인용된 단편만이 전해지고 있다. 제자였던 마케도니아 왕국의 국왕 안티고노스 2세의 초청을 받았으나 거절하고, 대신 두 제자를 보냈다.

## 같이 보기
- 스토아 학파
- 안티고노스 2세